# Powiat Lipnowski
Der Powiat Lipnowski ist ein Powiat (Kreis) in der polnischen Woiwodschaft Kujawien-Pommern. Der Powiat hat eine Fläche von 1015,60 km², auf der 67.000 Einwohner leben.

## Geschichte
Der Powiat Lipnowski gehörte von 1919 bis 31. März 1938 zur Woiwodschaft Warschau und kam im Zuge einer Gebietsreform am 1. April 1938 an die damalige Woiwodschaft Großpommerellen.

## Gemeinden und Städte
Der Powiat umfasst neun Gemeinden (Gmina), davon eine Stadtgemeinde, vier Stadt-und-Land-Gemeinden und vier Landgemeinden.

### Stadtgemeinde
- Lipno

### Stadt-und-Land-Gemeinden
- Bobrowniki
- Dobrzyń nad Wisłą
- Kikół
- Skępe

### Landgemeinden
- Chrostkowo
- Lipno
- Tłuchowo
- Wielgie